# Aye Davanita
«Aye Davanita» es una canción del grupo Pearl Jam, que apareció originalmente en el álbum Vitalogy de 1994. Es una canción casi instrumental, con una serie de frases repitiéndose constantemente.